# オーティス (プロレスラー)
オーティス（Otis、1991年12月21日 - ）は、アメリカ合衆国の元レスリング・フリースタイル選手、プロレスラー。ミネソタ州ダルース出身。WWE所属。本名はニコラ・ボゴイェビッチ（Nikola Bogojevic）。

## 来歴

### レスリング
学生時代よりレスリングで活動。ウィスコンシン州スペリオルに所在するスペリオル高校在籍時よりフリースタイルとグレコローマンスタイルの120kgと130kgを主戦場とする
2007年、FILAカデット・グレコローマンスタイルナショナル選手権で優勝。
2009年、USAレスリングジュニア・グレコローマンスタイルナショナル選手権で優勝
2010年、ウィスコンシン州の年間王者に輝き、アメリカのレスリング専門メディアであるWrestling USA Magazineから2010年度のベストハイスクールレスラー部門で13位に選出される。
また、歴代最多の135勝。2010年には48勝無敗という記録を樹立した。
スペリオル高校卒業後、ミネソタ州ミネアポリスに所在するオーグスバーグ大学に入学。レスリングではコロラド州プエブロに所在するコロラド州立大学プエブロ校に編入し、コロラドスプリングスに所在するオリンピックアスリートの養成機関であるUSオリンピック・トレーニングセンターに出向き、憧れであったルーロン・ガードナーの下でトレーニングを開始。
2011年7月1日、ブラジル・サンパウロにて行われたパンアメリカン選手権でフリースタイル120kg級に出場。優勝。続く同月2日、グレコローマンスタイル120kg級に出場。優勝を果たし二冠を飾った。
2014年7月15日、メキシコ・メキシコシティにて行われたパンアメリカン選手権でフリースタイル130kg級に出場。3位に入賞。

### プロレス
2015年、新たな道としてプロレスラーになる事を選びコロラド州を拠点とするNRW（New Revolution Wrestling）のトレーニングセンターであるMPWA（Mercury Pro Wrestling Academy）にてトレーニングを開始。同年にドーザー・ボゴイェビッチ（Dozer Bogojevic）のリングネームでプロレスラーデビューを果たす。
2016年3月、NRWチャージ王座を獲得。

### WWE

#### NXT
2016年4月、アメリカのメジャープロレス団体であるWWEとディベロップメント契約を交わし入団。トレーニング施設であるWWEパフォーマンスセンターにてプロレスの基礎を学ぶ。
7月8日、傘下団体であるNXTのNXT Liveにてニコ・ボゴイェビッチ（Niko Bogojevic）のリングネームでデビュー。アドリアン・ジャウジと組んでオーサーズ・オブ・ペイン（サニー・ディンサ & ギジム・セルマーニ）と対戦するが敗戦した。同月16日、NXT Liveにてスティーブ・カトラーと対戦。NXTでの初勝利を飾った。同月22日、タッカー・ナイトとタッグを組んでTM61（シェイン・ソーン & ニック・ミラー）と対戦するが敗戦。この試合をきっかけにナイトとタッグを結成して活動を開始。10月にはヘビー・マシーナリー（Heavy Machinery）なるタッグネームを冠してリングネームもオーティス・ドーゾビッチ（Otis Dozovic）へと変更。同月19日、NXTのダスティ・ローデス・タッグトーナメント・クラシックにてナイトと組んで出場。オースチン・エリーズ & ロデリック・ストロング）と対戦。序盤よりパワーを生かした戦法で合体技も多く披露し、終盤には合体式ブレーンバスターを仕掛けられようとしたところを切り返して投げるなど見せたが最後はナイトがエリーズのローリング・エルボーからストロングのデス・バイ・ロデリックを決められ敗戦した。

#### WWE
2019年1月14日、RAWでアレクサ・ブリスとポール・ヘイマンによるセグメント中に登場。ヘイマンとブリスに語りかけているとパートナーのタッカー・ナイトに止められバックステージに消えた。同月21日、ヘビー・マシーナリーとしてジ・アセンションを相手にデビュー戦を行い勝利。

## 得意技
ワールド・ストロンゲスト・スラム
アバランシュ・プレス
相手のボディスラムの体勢で横向きに抱え上げ、そのまま体重を浴びせて前方へ叩きつけるアバランシュ・プレス。
ドーザーボム
リバース・スプラッシュ
キャタピラー・エルボードロップ
変型エルボードロップ。スコッティ・2・ホッティの得意技であるワームのようにユニークな動きを見せてからエルボードロップを決める。
ボディ・スラム
ショルダータックル

## 獲得タイトル
WWE
- ロウ・タッグ王座 : 1回

W / チャド・ゲイブル
- Mr.マネー・イン・ザ・バンク : 2020年

NRW
- NRWチャージ王座 : 1回

## レスリングの表彰

### フリースタイル
120kg級
- 2011年 - パンアメリカン選手権 : 1位

130kg級
- 2014年 - パンアメリカン選手権 : 3位

### グレコローマンスタイル
120kg級
- 2011年 - パンアメリカン選手権 : 1位